# Ambassade de Guinée au Maroc
L'ambassade de Guinée au Maroc est la principale représentation diplomatique de la république de Guinée au Royaume du Maroc.

## Consulat
La république de Guinée a un consulat à Dakhla

## Liste des ambassadeurs
Les ambassadeurs de Guinée au Maroc ont été successivement.
| N° | Nom et prénoms           | titre de fonction   | Debut          | Fin            |
| -- | ------------------------ | ------------------- | -------------- | -------------- |
| 1  | Mamadou Saliou Sylla     | ambassadeur         | [ 3 ]          | 22 mai 2006    |
| 2  | Mamadouba Diabaté        | ambassadeur         |                | 2012           |
| 3  | Aboubacar Kaba           | ambassadeur         |                | 2014           |
| 4  | Aboubacar Dione          | ambassadeur         | 2014           | 4 février 2022 |
| 5  | Naby Laye Youssouf Cissé | Chargé des affaires | 9 février 2022 | 2023           |
| 6  | Namory Traoré            | ambassadeur         | octobre 2023   |                |